# سومین
جئون سو-مین (کره‌ای: 전소민؛ زادهٔ ۲۲ اوت ۱۹۹۶) که به‌طور حرفه‌ای با نام سومین (کره‌ای: 소민؛ انگلیسی: Somin) شناخته می‌شود، خواننده، ترانه‌سرا و آهنگساز اهل کره جنوبی است. او در حال حاضر عضو گروه کارد زیر نظر دی‌اس‌پی مدیا است و قبلاً عضو گروه‌های اپریل و پیوریتی بوده‌است.

## زندگی شخصی

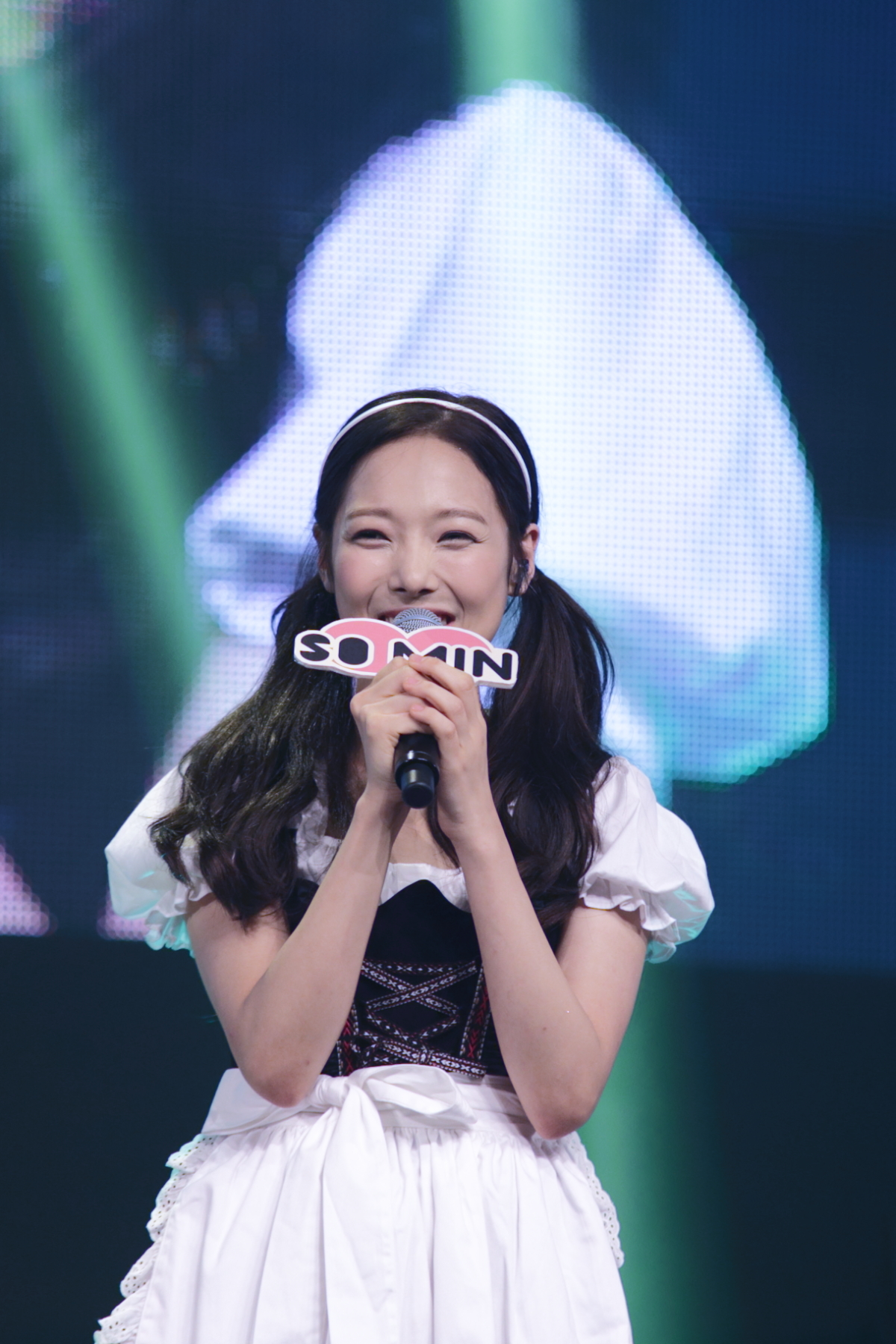
خواننده

جئون سو-مین زادهٔ ۲۲ اوت ۱۹۹۶ در سونگ‌دونگ، سئول، کره جنوبی است و او در دانشگاه سوک‌یونگ و دبیرستان پخش سئول تحصیل کرده‌است.
سومین دو خواهر بزرگتر دارد. جونگ‌یون عضو توایس نیز فامیل دور او است.